# 吉傑里姆
47°48′54″N 29°34′11″E / 47.81500°N 29.56972°E
希德里姆（烏克蘭語：Гидерим）是位於烏克蘭西南部的村莊，由敖德萨州波季利斯克区的庫亞利尼克市鎮負責管轄。該村始建於1820年，面積3.05平方公里，海拔高度232米，2001年人口935，人口密度每平方公里306.56人。